# Gustavo Gimeno

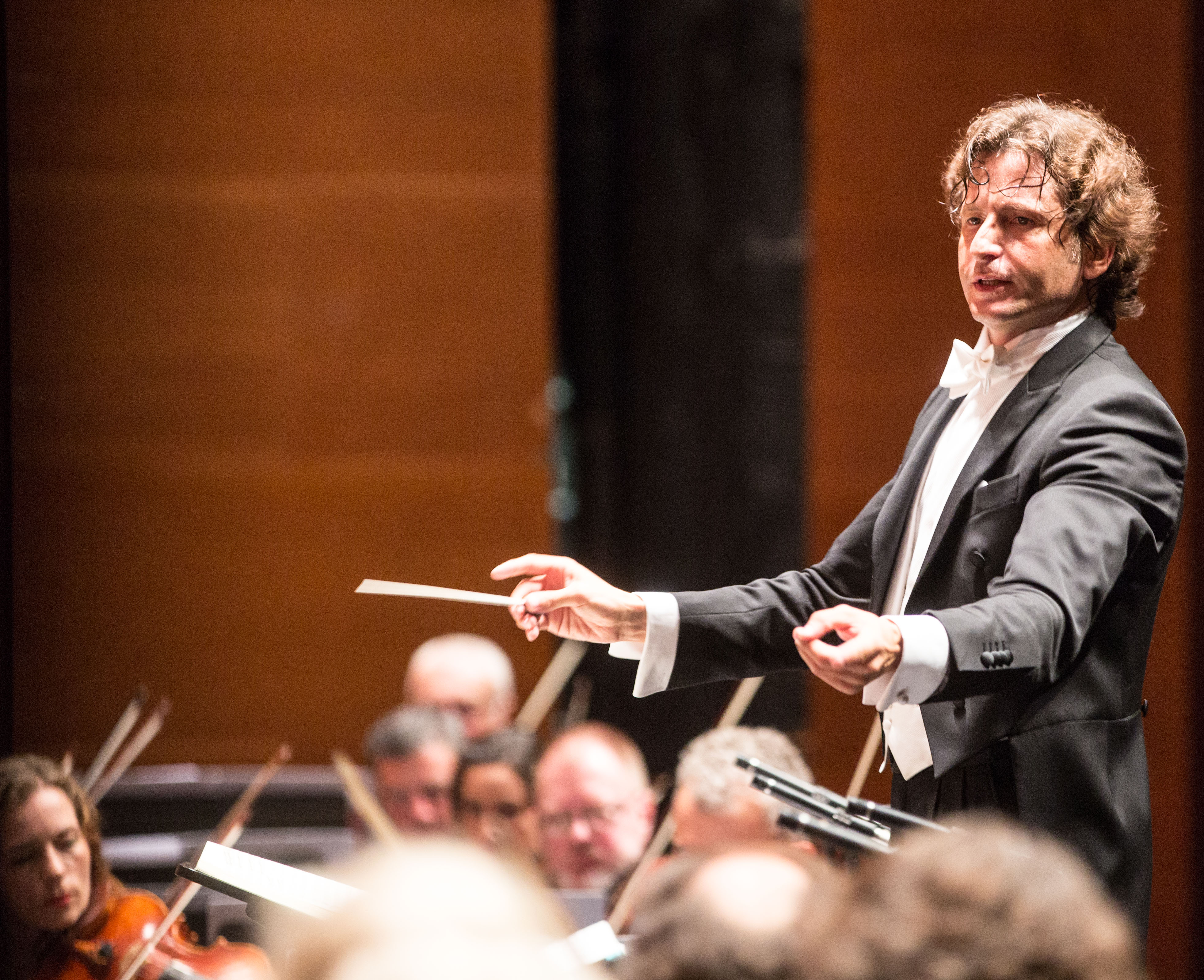
Gustavo Gimeno

Gustavo Gimeno (* 1976 in Valencia) ist ein spanischer Schlagzeuger und Dirigent.
Gustavo Gimeno studierte Schlagzeug und war zuletzt bis 2012 als Solo-Schlagzeuger beim Koninklijk Concertgebouworkest in Amsterdam als Assistent des dortigen Chefdirigenten Mariss Jansons tätig. Zuvor hatte er bereits bei Bernard Haitink und Claudio Abbado Erfahrungen gesammelt.
Gimeno debütierte als Dirigent in Amsterdam, als Einspringer für Lorin Maazel bei den Münchner Philharmonikern und weiteren Orchestern.
Im Juni 2014 wurde Gimeno als Nachfolger von Emmanuel Krivine zum neuen Musikdirektor des Orchestre Philharmonique du Luxembourg ernannt und trat diese Position mit Beginn der Spielzeit 2015/2016 an. Sein ursprünglich bis 2019 laufender Vertrag wurde zunächst bis 2022, dann um weitere drei Jahre bis 2025 verlängert.
Im September 2018 gab das Toronto Symphony Orchestra die Ernennung von Gustavo Gimeno als zukünftigen Chefdirigenten des Orchesters bekannt. Er trat die Position, ausgestattet mit einem Fünfjahresvertrag, im September 2020 an.